# 2010年亚洲残疾人运动会自行车比赛
2010年亚洲残疾人运动会自行车比赛分为场地自行车赛和公路自行车赛，场地自行车赛于12月13日—12月14日在广州自行车轮滑中心进行；公路自行车赛于12月16日—12月18日在大学城铁人三项场进行。

## 獎牌統計

### 場地自行車
| 排名 | 国家／地区  | 金牌 | 银牌 | 铜牌 | 總數 |
| ---- | ----------- | ---- | ---- | ---- | ---- |
| 1    | 中国（CHN） | 3    | 1    | 3    | 7    |
| 2    | 韩国（KOR） | 1    | 2    | 2    | 5    |
| 3    | 日本（JPN） | 1    | 2    | 0    | 3    |
| 總計 | 總計        | 5    | 5    | 5    | 15   |

### 公路自行車
| 排名 | 国家／地区    | 金牌 | 银牌 | 铜牌 | 總數 |
| ---- | ------------- | ---- | ---- | ---- | ---- |
| 1    | 中国（CHN）   | 3    | 3    | 3    | 9    |
| 2    | 韩国（KOR）   | 3    | 2    | 2    | 7    |
| 3    | 日本（JPN）   | 1    | 1    | 0    | 2    |
| 4    | 黎巴嫩（LIB） | 0    | 1    | 1    | 2    |
| 5    | 伊朗（IRI）   | 0    | 0    | 1    | 1    |
| 總計 | 總計          | 7    | 7    | 7    | 21   |

## 赛事赛果

### 场地自行车赛

#### 男子C4-5 4km个人追逐赛
- 金牌：刘馨阳（中国）
- 银牌：石井雅史（日本）
- 铜牌：纪小飞（中国）

#### 混合C1-3M&C1-5W 3km个人追逐赛
- 金牌：粱贵华（中国）
- 银牌：藤田征树（日本）
- 铜牌：陈永植（韩国）

#### 混合双人自行车4km追逐赛
- 金牌：金正奎、宋正勋（韩国）
- 银牌：文正国、赵宰敏（韩国）
- 铜牌：鲍利峰、孙佳佳（中国）

#### 混合(C1-5 M1km\W500m)计时赛
- 金牌：周菊芳（中国）
- 银牌：刘馨阳（中国）
- 铜牌：阮建平（中国）

#### 混合双人自行车1km计时赛
- 金牌：大城竜之、伊藤康文（日本）
- 银牌：金正奎、宋正勋（韩国）
- 铜牌：文正国、赵宰敏（韩国）

### 公路自行车赛

#### 混合H1-4个人计时赛
- 金牌：奥村直彦（日本）
- 银牌：赵恒德（韩国）
- 铜牌：爱德华·卡米尔·马卢夫（黎巴嫩）

#### 混合C1-5个人计时赛
- 金牌：刘馨阳（中国）
- 银牌：石井雅史（日本）
- 铜牌：李樟煜（中国）

#### 男子C4-5级公路赛
- 金牌：刘馨阳（中国）
- 银牌：郑元超（中国）
- 铜牌：巴赫曼·戈勒巴尔内扎德（伊朗）

#### 混合双人自行车个人计时赛
- 金牌：鲍利峰、孙佳佳（中国）
- 银牌：文正国、赵宰敏（韩国）
- 铜牌：陈木兰、林海美（中国）

#### 混合H1-4公路赛
- 金牌：赵恒德（韩国）
- 银牌：爱德华·卡米尔·马卢夫（黎巴嫩）
- 铜牌：金永基（韩国）

#### 混合双人自行车公路赛
- 金牌：金正奎、宋正勋（韩国）
- 银牌：鲍利峰、孙佳佳（中国）
- 铜牌：文正国、赵宰敏（韩国）

#### 混合（C1-3男子＆C1-5女子）公路赛
- 金牌：陈永植（韩国）
- 银牌：高晓明（中国）
- 铜牌：粱贵华（中国）